# Celebració de gol

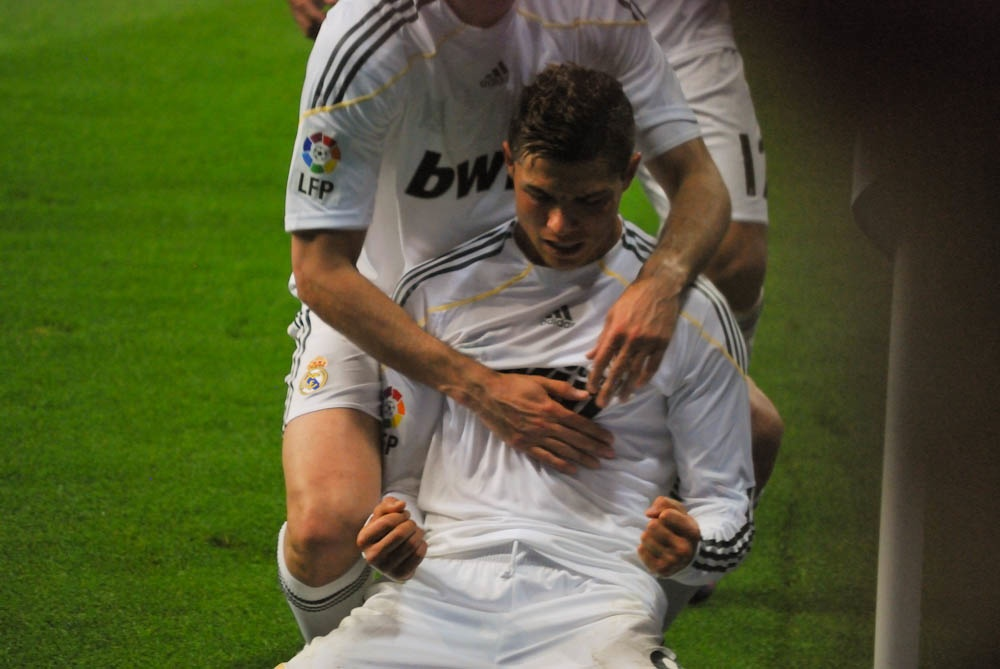
Cristiano Ronaldo és el jugador amb més celebracions conegudes

En esport, una celebració de gol és la pràctica de celebrar l'anotació d'un gol. La celebració la realitza normalment l'autor del gol, encara que també poden participar els seus companys, l'entrenador, el cos tècnic o fins i tot la inflada de l'equip. Aquestes celebracions són generalment més importants en esports on anotar una miqueta és un fet transcendental, com el futbol o l'hoquei sobre gel, on la puntuació té major importància.
Moltes celebracions de gol han quedat immortalitzades, tant en forma d'estàtues (Thierry Henry o Bobby Orr), anuncis de publicitat (Cristiano Ronaldo), segells postals (Pelé), portades de revistes o en videojocs: Cristiano Ronaldo, Gareth Beli o Lionel Messi, entre molts altres, apareixen en la saga de FIFA, per exemple.

## No celebrar un gol
Negar-se a celebrar un gol o realitzar una celebració en silenci no és una cosa desconeguda ni poc freqüent en el futbol. En el cas del primer, sovint es veu quan un jugador marca contra un club anterior, especialment un on el futbolista va començar la seva carrera o va tenir el seu major període d'èxit, o on es va fer famós per primera vegada. No obstant això, es tracta d'una tendència bastant recent. Una celebració en silenci ocorre generalment quan es marca un gol de consolació en un partit que ja està perdut per un marcador inflat o perquè els jugadors aspiren a remuntar el resultat abans que finalitzi el temps reglamentari. En aquests casos, la celebració s'omet per complet, perquè l'equip vol que el partit es reprengui al més aviat possible, moltes vegades recollint la pilota de les xarxes de la porteria per a portar-lo a mig camp i prosseguir abans que l'àrbitre xiuli el final del partit. També pot ocórrer quan un equip ha anotat molts gols contra un rival al qual superen clarament; les celebracions dels posteriors gols poden ser reduïdes o inexistents, en senyal de respecte.
En hoquei sobre gel, es considera un senyal de respecte no celebrar un gol després d'anotar enfront d'una porteria buida on no és present la portera.

## Cançó de gol
Una cançó de gol o música de celebració de gol és una breu peça musical que es reprodueix en esports com el futbol o l'hoquei sobre gel, després de marcar un gol. A vegades sona una botzina de gol abans que es reprodueixi la cançó, especialment en la Lliga Nacional d'Hoquei (NHL).
En el futbol, algunes de les cançons associades a un determinat equip és «Jump» de la banda estatunidenca Van Halin, corejada pels afeccionats de l'A. C. Milan cada vegada que un futbolista del club marca un gol en San Siro. «Song 2» de Blur és utilitzada per algunes clubs alemanys i austríacs. El Donbass Sorra, seu del club de futbol ucraïnès Xakhtar Donetsk, té la tradició de reproduir música cada vegada que els jugadors locals marquen gols, amb una pista corresponent a la nacionalitat del golejador. Per exemple, la «Dansa del sabre» de l'armeni Aram Jachaturián era reproduïda cada vegada que el seu compatriota Henrij Mjitarián anotava.
En l'hoquei sobre gel, l'ús de cançons també és molt comuna. Abans de 2012, un gol dels 

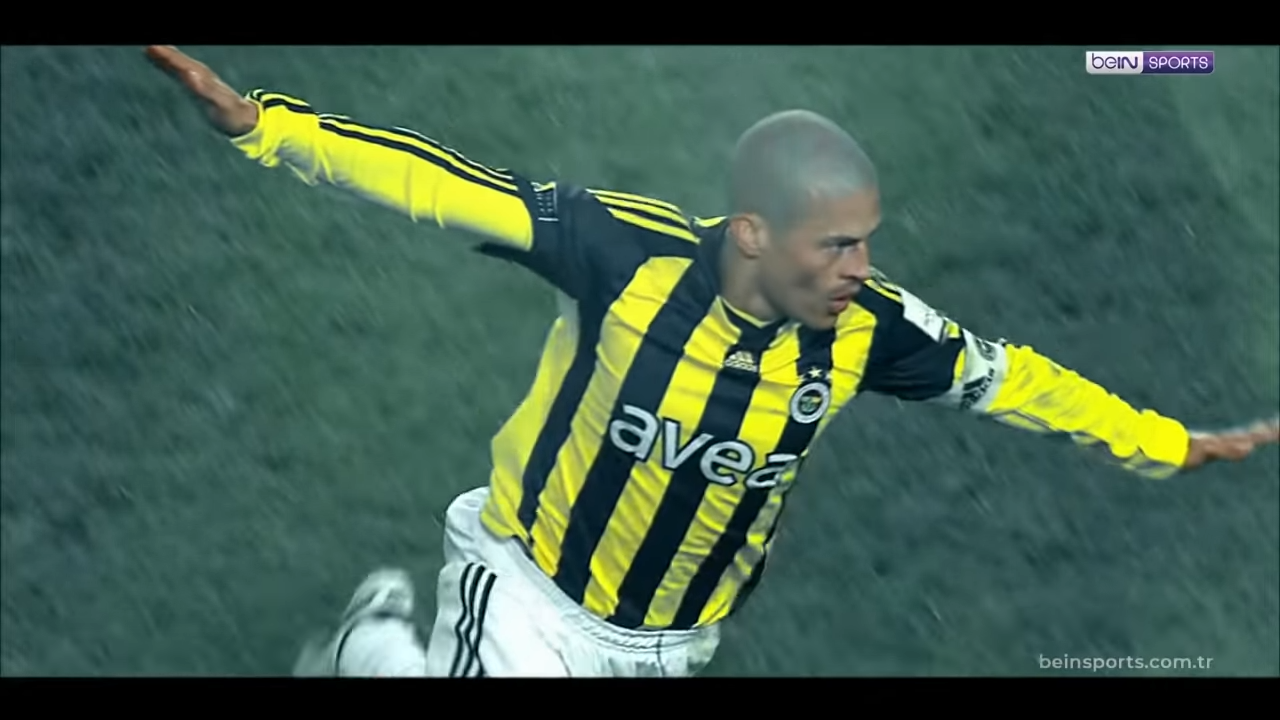
Celebració de gol de Alex de Souza Fenerbahçe de gol

Canadiens de Montreal a casa durant la NHL era festejat amb la cançó «Vertigo» d'U2. Els Nova York Rangers interpreten la cançó «Slapshot», escrita per Ray Castoldi, director musical del Madison Square Garden. Els Chicago Blackhawks solen tocar «Chelsea Dagger» de The Fratellis després de cada gol a casa.

## Lesions
Si bé és inusual i una miqueta irònic, alguns jugadors de futbol s'han lesionat durant la celebració d'un gol: entre els futbolistes que s'han lesionat, es pot citar a Paulo Diogo (qui es va tallar un dit després que quedés atrapat en una tanca), Thierry Henry, Zlatan Ibrahimović, Fabián Espíndola (qui va celebrar un gol que després va ser anul·lat per fora de joc) i Michy Batshuayi. Un futbolista indi, Peter Biaksangzuala, va morir a causa d'una lesió en la columna en 2014, després d'equivocar-se en realitzar un salt mortal.
Nicolai Müller es va lesionar una vegada mentre celebrava un gol contra el F. C. Augsburg quan va girar repetidament en un estil de helicòpter que fins a aquest moment havia estat la seva celebració característica. L'examen mèdic va confirmar que el davanter s'havia trencat el lligament creuat anterior del genoll dret. Va estar deu mesos fora dels terrenys de joc i, després que el seu equip descendís, va deixar el club.